# Kostel Panny Marie Růžencové (Paříž)
Kostel Panny Marie Růžencové (fr. Église Notre-Dame-du-Rosaire) je katolický farní kostel ve 14. obvodu v Paříži, v ulici Rue Raymond-Losserand.

## Historie
V roce 1885 byla otevřena malá škola v jižní části čtvrti Plaisance. Abbé Roger Soulange-Bodin (1861–1925), vikář kostela Notre-Dame de Plaisance školu převzal pro výuku katechismu než bude ve čtvrti postavena nová kaple Panny Marie Růžencové. Jeho nástupce, abbé Boyreau školu rozšířil.
Kostel byl postaven v letech 1909–1911. Jedná se o jeden z prvních kostelů postavených po odluce církve od státu v roce 1905. Kostel vysvětil 29. června 1911 pařížský arcibiskup Léon-Adolphe Amette a 9. listopadu téhož roku vysvětil i oltář.

## Architektura
Kostel inspirovaný florentským románským slohem postavil architekt Pierre Sardou. Narthex byl vybudován na konci 70. let podle plánů architekta Bernarda Delaye.
V kostele je několik uměleckých děl:
- varhany vytvořil Aristide Cavaillé-Coll v roce 1880, v roce 1945 byly zvětšeny
- vitráže, autor Henri-Marcel Magne a Jacques Grüber
- Kamenné sousoší Panna Marie s Ježíškem dává růženec svatému Dominikovi a svaté Kateřině Sienské, Paul Darbefeuille
- Křížová cesta, Henri-Marcel Magne
- triptych svaté Anny, 1913, Henri-Marcel Magne
- kamenná socha svaté Terezie v pravé boční lodi, Albert Dubos
- socha Panny Marie Růžencové, 1958, Michel Serraz
- mozaika v chóru
- socha Panny Marie Národů, Jozeph Pyrz, symbolizující rozmanitost populace ve čtvrti
- křtitelnice